# Шафран Кочи
Шафра́н Кочи (лат. Crocus kotschyanus) — клубнелуковичное травянистое многолетнее растение, вид рода Шафран (Crocus) семейства Ирисовые, или Касатиковые (Iridaceae).

## Распространение  и экология
Встречается в Турции, Сирии, Ливане, Западном Закавказье.
Растёт на горных каменистых лугах, на высотах 500—2000 м. над уровнем моря.

## Ботаническое описание
Вариабельный вид, имеет около 4 подвидов.
Клубнелуковица сплюснутая, с тонкой перепончатой оболочкой, даёт множество деток.
Листья развиваются значительно позже цветения, в числе 3—6, шириной до 4 мм.
При цветении высотой 9—18 см. Околоцветник в зеве бледно-лиловый, лиловый, с темно-фиолетовым жилкованием, у некоторых подвидов белый, с двумя жёлтыми пятнами у основания каждого лепестка; рыльца светло-оранжевые, коротко разветвлённые натрое, столбики обычно белые. Пыльники белого или бледно-кремового цвета.
Цветёт с сентября по октябрь, редко в августе.

## Таксономия
Вид Шафран Кочи входит в род Шафран (Crocus) подсемейства Шафрановые (Crocoideae) семейства Ирисовые (Iridaceae) порядка Спаржецветные (Asparagales).
|  |                                      |  |                                                             |                                                             |                    |  | ещё 24 семейства (согласно Системе APG II) | ещё 24 семейства (согласно Системе APG II)   |                                              |  |  |  | ещё около 30 родов | ещё около 30 родов |  |  |
|  |                                      |  |                                                             |                                                             |                    |  | ещё 24 семейства (согласно Системе APG II) | ещё 24 семейства (согласно Системе APG II)   |                                              |  |  |  | ещё около 30 родов | ещё около 30 родов |  |  |
|  |                                      |  |                                                             | порядок Спаржецветные                                       |                    |  |                                            |                                              | подсемейство Шафрановые                      |  |  |  |                    | вид Шафран Кочи    |  |  |
|  |                                      |  |                                                             | порядок Спаржецветные                                       |                    |  |                                            |                                              | подсемейство Шафрановые                      |  |  |  |                    | вид Шафран Кочи    |  |  |
|  | отдел Цветковые, или Покрытосеменные |  |                                                             |                                                             | семейство Ирисовые |  |                                            |                                              | род Шафран                                   |  |  |  |                    |                    |  |  |
|  | отдел Цветковые, или Покрытосеменные |  |                                                             |                                                             |                    |  |                                            |                                              |                                              |  |  |  |                    |                    |  |  |
|  |                                      |  | ещё 44 порядка цветковых растений (согласно Системе APG II) | ещё 44 порядка цветковых растений (согласно Системе APG II) |                    |  |                                            | ещё 4 подсемейства (согласно Системе APG II) | ещё 4 подсемейства (согласно Системе APG II) |  |  |  | ещё около 80 видов |                    |  |  |
|  |                                      |  |                                                             | ещё 44 порядка цветковых растений (согласно Системе APG II) |                    |  |                                            |                                              | ещё 4 подсемейства (согласно Системе APG II) |  |  |  |                    |                    |  |  |